# Водовозный переулок (Коломна)
Водово́зный переулок — переулок в районе Старая Коломна города Коломны. Спускается от улицы Пушкина к берегу Москвы-реки, пересекает Москворецкую улицу.

## Происхождение названия
Старинное коломенское название, появившееся на рубеже XVIII—XIX веков, связанное с тем, что до постройки в 1902 водопровода, по переулку от Москвы-реки водовозы на лошадях возили воду и продавали зажиточным горожанам.

## История
Переулок возник в первой половине XVII века в результате застройки Посада. Во время реконструкции города по «регулярному» плану конфигурацию переулка практически не изменили. Архитектурный облик переулка определяет малоэтажная историческая застройка.

## Примечательные здания и сооружения
По нечётной стороне:
- № 5 — Жилой дом середины XVIII века с позднейшими перестройками в ампирном стиле[1].

По чётной стороне:
- № 4 — Жилой дом конца XVIII века (типография Кулагина). Памятник архитектуры местного значения[2].
- № 6 — Жилой дом первой половины XIX века. Памятник архитектуры местного значения[3].
- № 6А — Жилой дом, памятник архитектуры местного значения[4].
- № 8 — Жилой дом конца XVIII века. Памятник архитектуры местного значения[5].
- Хозяйственный корпус, памятник архитектуры местного значения[6].

## Транспорт
Автобус 1: остановка «Рынок».